# Eburia lanigera
Eburia lanigera es una especie de escarabajo longicornio del género Eburia, tribu Eburiini, familia Cerambycidae. Fue descrita científicamente por Linell en 1899.
Se distribuye por Ecuador e islas Galápagos.

## Descripción
La especie mide 10-23 milímetros de longitud. El período de vuelo ocurre en los meses de enero, febrero, marzo, abril, mayo, julio, agosto, noviembre y diciembre.